# Outbrain
Outbrain ist ein Onlinemarketing-Unternehmen, das 2006 von Yaron Galai und Ori Lahav gegründet wurde, der Firmensitz befindet sich in New York City. Umsatz generiert das Unternehmen mit Werbe- und Contentfeeds für Publisher. Auf Pay-per-Click-Basis werden die angezeigten Werbemittel und Inhalte monetarisiert.

## Produkte und Geschäftsmodell
Outbrain bietet Native Advertising und Content-Empfehlungen insbesondere für redaktionelle Webseiten wie Newsportale. Die platzierten Inhalte sollen dabei zu den gerade konsumierten Inhalten und/oder Interessen der Besuchenden passen. Outbrain kann auf den gleichen Platzierungen auch weiterführende redaktionelle Artikel der jeweiligen Kundenplattform empfehlen. Vesprochen werden höhere Verweildauern auf der Publisher-Webseite, effiziente Monetarisierung und eine hohe „Qualität“ bezahlter Contentplatzierungen.
Outbrain-Inhalte werden Stand März 2023 auf über 120.000 Domains eingebunden, davon knapp 11.000 in Deutschland. Unter anderem vermarkten die Funke-Mediengruppe und der Axel Springer-Verlag seine Newsportale mit Outbrain, aber auch beispielsweise der kommerzielle Wikipedia-Klon Wikiwand. 2020 erreichte Outbrain weltweit eine Milliarde Nutzer im Monat und spielte im Schnitt 10 Milliarden „Contentempfehlungen“ pro Tag aus.

## Unternehmensgeschichte
Outbrain wurde 2006 von Yaron Galai und Ori Lahav gegründet.
Der Hauptsitz des Unternehmens ist in New York, weitere Niederlassungen befinden sich in London, Ljubljana, San Francisco, Chicago, Washington, D.C., Köln, Paris, München, Mailand, Madrid, Mumbai, Timisoara, Tokio, São Paulo, Netanya, Singapur und Sydney.
Outbrain ging im Juli 2021 an die Börse, ausgegeben wurden 8 Millionen Anteile, für die 160 Millionen USD eingenommen wurden.

### Fusionen und Übernahmen
Nach der Übernahme des Content-Empfehlungsdienstes Surphace 2011 bezeichnete sich Outbrain als Marktführer in diesem Segment. Mehrere weitere Übernahmen folgten, 2019 erwarb Outbrain die auf Native Advertising spezialisierte Gruner & Jahr-Tochter Ligatus. Im Zug der Übernahme erwarb Gruner & Jahr 8 % der Anteile an Outbrain.
Im Oktober 2019 gab der direkte Wettbewerber Taboola bekannt, vorbehaltlich der behördlichen Genehmigung mit Outbrain fusionieren zu wollen. Bei Umsetzung hätten damit die beiden größten Content-Empfehlungsplattformen des Internets fusioniert. Ziel der Fusion wäre die bessere Wettbewerbsfähigkeit gegenüber den reichweitenstarken Konkurrenten wie Google und Facebook. Nach mehreren Verhandlungsrunden beschlossen die beiden Unternehmen im September 2020 jedoch, die Fusionsverhandlungen abzubrechen.
Im August 2024 übernahm Outbrain von Altice das auf Videowerbung spezialisierte Unternehmen Teads für 1 Mrd. US-Dollar.

## Wahrnehmung und Kritik
Outbrain wird – meist zusammen mit seinem Wettbewerber Taboola – als eine Clickbait-Werbeform kritisiert, die „nervend bis toxisch“ sei,  obgleich schon 2012 Richtlinien für Werbetreibende in Kraft getreten seien, durch die das Unternehmen 25 % weniger Gewinn machen würde. 2016 berichtete die New York Times, dass unter anderem die Magazine The New Yorker und Slate die Vermarktung durch Outbrain einstellten, da die ausgespielten Inhalte ihre Marke zu sehr beschädigen. Seit 2021 würde Machine Learning und AI eingesetzt, um die Anzeigenqualität Outbrains zu verbessern.